# 799
Năm 799 là một năm trong lịch Julius.